# Hipódromo de Ascot
El hipódromo de Ascot (/ˈæskət/ o /ˈæskɒt/) es un hipódromo británico localizado en Ascot, en el condado de Berkshire, que se utiliza para carreras de caballos purasangre. Es sede de trece de las treinta y seis carreras anuales del Grupo 1 del Reino Unido, el mismo número que Newmarket.
El hipódromo está estrechamente ligado a la familia real británica, por estar a seis millas del castillo de Windsor y ser propiedad de la Corona. El principal evento es el Royal Meeting, que se realiza en junio desde 1771, y convoca a la familia real y la nobleza británica. El evento cuenta con una treintena de carreras, destacándose la «Ascot Gold Cup». Otros eventos destacados son la «King George VI and Queen Elizabeth Stakes», que se realiza en julio, y el British Champions Day, el evento final de la temporada que se realiza en octubre.
Ascot celebra actualmente 26 días de competición a lo largo del año, que comprenden 18 carreras en pista celebradas entre los meses de mayo y octubre, ambos inclusive.